# Lightnin' Hopkins

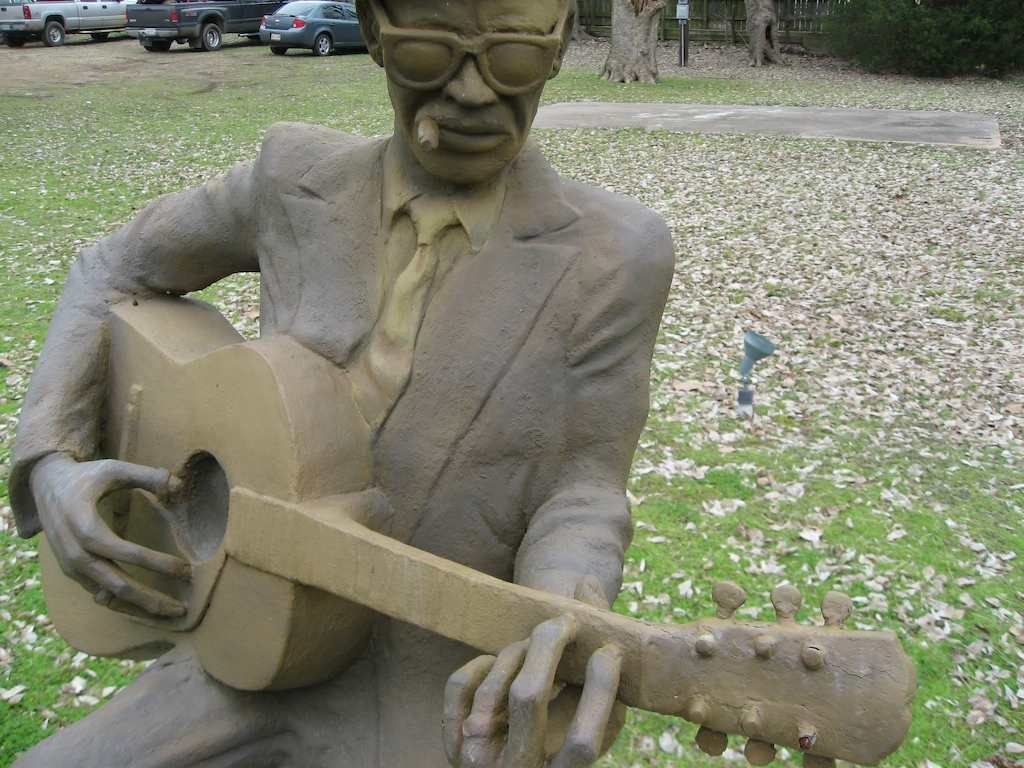

Lightnin' Hopkins (* jako Sam John Hopkins; 15. března 1912, Centerville, Texas, USA – 30. ledna 1982, Houston, Texas, USA) byl americký bluesový kytarista a zpěvák. V roce 1980 byl uveden do Blues Hall of Fame. V roce 2003 ho časopis Rolling Stone uvedl na 71. pozici v jejich seznamu 100 nejlepších kytaristů všech dob.